# Yuval Raphael
Yuval Raphael (en hébreu : יובל רפאל), née le 5 novembre 2000 est une chanteuse israélienne.
À la suite de sa victoire lors de la onzième saison de HaKokhav HaBa, elle est sélectionnée pour représenter Israël au Concours Eurovision de la chanson 2025 à Bâle en Suisse. Elle se classe deuxième du concours avec 357 points, remportant le télévote avec 297 points.   

## Biographie
Yuval Raphael naît le 5 novembre 2000. Elle vit à Ra'anana, en Israël,, elle est la nièce de la femme d'affaires israélienne Ronit Raphael[réf. souhaitée]. Durant son enfance, elle passe trois ans à Genève, en Suisse, où elle apprend le français,. C'est son père qui lui fait découvrir la musique, en lui faisant écouter des groupes de rock comme Led Zeppelin et Scorpions, mais elle écoute aussi des artistes comme Beyoncé et Céline Dion,. Elle commence sa carrière musicale en 2023 et parle français, anglais, espagnol et hébreu.  
Le 7 octobre 2023, elle assiste au festival de musique Nova avec des amis lorsque des terroristes du Hamas attaquent et commettent un massacre de civils, tuant 370 personnes. Lors d'un discours devant le Conseil des droits de l'homme des Nations unies, elle explique s'être réfugiée avec d'autres festivaliers dans un refuge de la mort près de Be'eri, où elle est blessée par des éclats de grenade lancés dans le refuge, et avoir dû se cacher sous des cadavres pendant 8 heures,.

## HaKokhav HaBa
Le 19 novembre 2024, Raphael participe aux auditions de la onzième saison de HaKokhav HaBa, un télé-crochet israélien servant de sélection nationale pour l'Eurovision. Elle y interprète la chanson Anyone de Demi Lovato et est sélectionnée pour la finale. Lors de la finale le 22 janvier 2025, elle interprète les chansons Writing's on the Wall de Sam Smith et Dancing Queen d'ABBA, qu'elle dédie aux victimes de l'attentat du 7 octobre. Elle remporte la finale et est par la suite sélectionnée pour représenter Israël au Concours Eurovision 2025 qui se tient à Bâle, en Suisse,. Sa chanson New Day Will Rise (en) est dévoilée le 9 mars 2025 et ses paroles sont en anglais, français et hébreu.

## Concours Eurovision de la chanson 2025

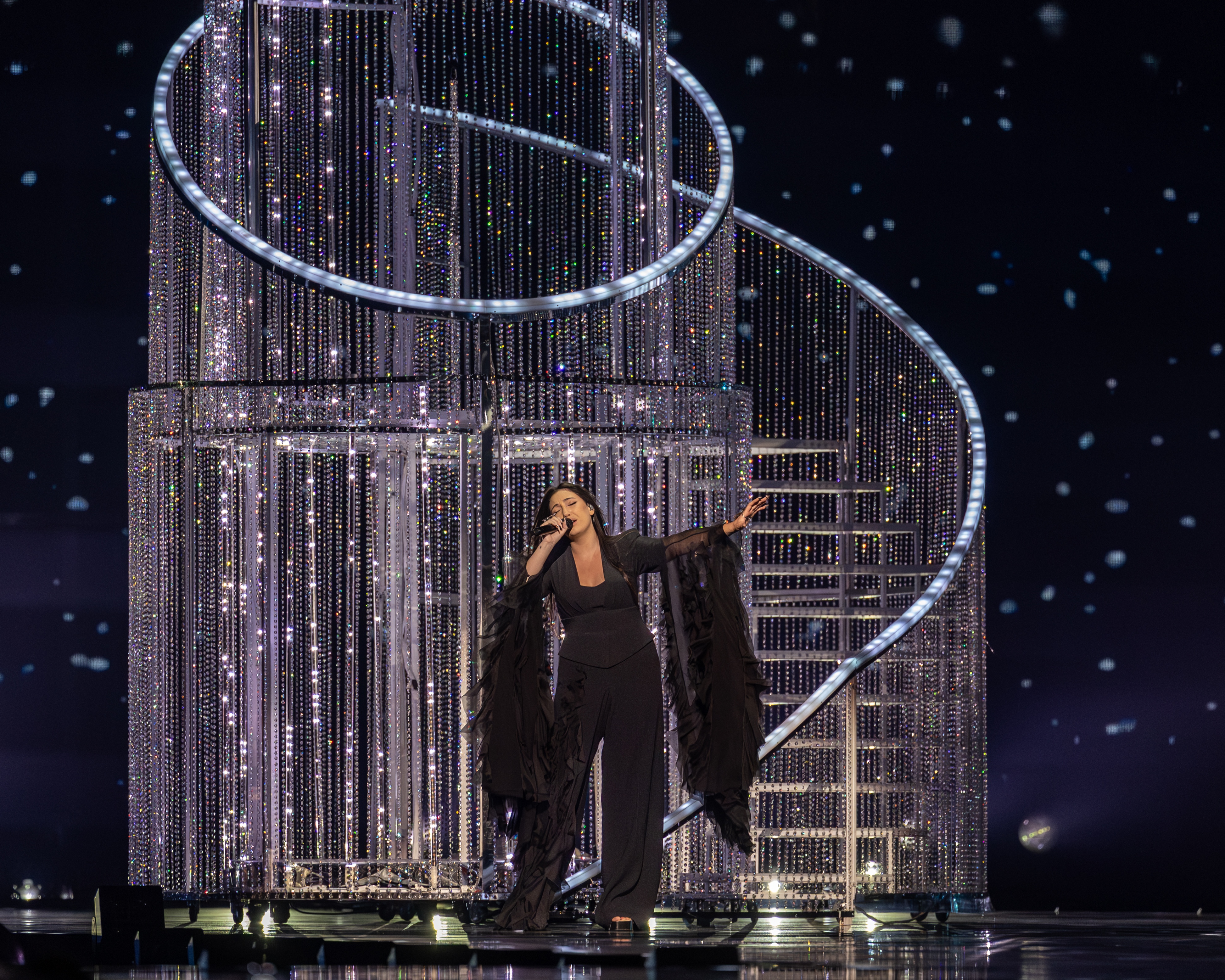
Yuval Raphael interprétant New Day Will Rise

Lors du Concours Eurovision de la chanson 2025 à Bâle en Suisse, Yuval Raphael interprète la chanson New Day Will Rise (en). Elle se classe deuxième du concours avec 357 points avec 60 points du jury et gagne le télévote avec 297 points.